# Raión de Velika Lepetija
Velika Lepetija (en ucraniano: Великолепетиський район) es un raión o distrito de Ucrania en el óblast de Jersón. 
Comprende una superficie de 1140 km².
La capital es la ciudad de Velika Lepetija.

## Demografía
Según estimación 2010 contaba con una población total de 17868 habitantes.

## Otros datos
El código KOATUU es 6521200000. El código postal 74500 y el prefijo telefónico +380 5543.